# Ștefan Mangoianu
Ștefan Mangoianu (n. 9 ianuarie 1922, Constanța - m. 24 martie 1979, București) a fost un compozitor român.

## Biografie
A urmat Facultatea de Arhitectură din București (1940–1949) după absolvirea căreia, în 1949, studiază muzica la București cu Sofia Teodoreanu (teoria muzicii), Mihail Jora (armonie, compoziție) și Constantin Bugeanu (orchestrație). Între 1955 și 1960 urmează și absolvește cursurile Conservatorului din București, unde îi are ca profesori pe Victor Giuleanu (teoria muzicii), Gheorghe Dumitrescu (armonie), Myriam Marbé (contrapunct), Tudor Ciortea (forme muzicale), Adriana Sachelarie și Radu Negreanu (istoria muzicii), Emilia Comișel și Tiberiu Alexandru (folclor). Lucrează concomitent ca pianist-corepetitor la ansamblul artistic al CFR-Giulești, apoi ca asistent-corepetitor la Facultatea și Școala de Coregrafie din București și șef-corepetitor al orchestrei de muzică populară „Barbu-Lăutarul”, apoi lector șef-adj. al formațiilor Filarmonicii din București. A mai lucrat ca pianist-corepetitor al Ansamblului Artistic al CCS, secretar muzical al Filarmonicii din Ploiești, profesor la Școala Generală de Muzică și Arte Plastice nr. 2 din București, iar din 1970, ca profesor de pian la Liceul de Muzică „George Enescu”.
A publicat studii și cronici in presa de specialitate.
A primit distincții: premiul al III-lea la Concursul National dedicat Festivalului Mondial al Tineretului (1957) și Premiul Uniunii Compozitorilor din România (1968).

## Creație
Ștefan Mangoianu s-a remarcat prin partituri camerale, vocale și simfonice. Creația sa cuprinde muzică de teatru, vocal-simfonică, de cameră, vocală și corală.

### Muzică de scenă
- D’ale CARNAVALULUI [1952], de I.L.Caragiale
- NEPOȚII GORNISTULUI [1957], de Sorana-Coroamă
- OVIDIU [1957], de V. Alecsandri
- MOMENTE [1958], de I.L.Caragiale
- A 3-a PATETICA [1959], de N.Pogodin
- ANA KARENINA [1960], de L.Tolstoi
- TARTUFFE [1960], de Moliere
- ORFEU in INFERN [1962], de Tenesse Williams
- VIZITA BĂTRÂNEI DOAMNE [1963], de Fr. Durrenmatt
- IMPRICINAȚII [1963], de J. Racine
- COMEDIA ERORILOR [1963], de Shakespeare
- RĂZBOIUL [1963], de C. Goldoni
- AVARUL [1964], de Moliere
- PERICLES [1964], de Shakespeare
- CU AMORUL NU-I de GLUMIT [1964], de A. de Musset
- ȘCOALA FEMEILOR [1965], de Moliere
- OAMENI și ȘOARECI [1965], de J. Steinbeck
- OTHELLO [1965], de Shakespeare
- VLAICU VODA [1965], de A. Davilla
- ELECTRA [1966], de E. O’Neill
- MARII CROITORI ai VALAHIEI [1969], de A. Popescu
- ENIGMA OTILIEI [1960], de I. Bâta (G.Călinescu)
- IDIOTUL [1969], de A, Barsacq (Dostoievski)
- REGELE LEAR [1969], de Shakespeare

### Muzică de film
- DOI VECINI (1959)
- PURCELUȘUL EXCURSIONIST [1971], G. Popescu

### Muzică vocală
- TOAMNA [1956], pe versuri de I. Zăgan,
- PATRU ANOTIMPURI [1956], pe versuri de M.Beniuc, D.Corbea, V.Tulbure
- MAREA [1958], pe versuri de C. Teodorescu
- NU [1968], pe versuri de T.Arghezi

### Muzică de cameră
- BACHANALE [1948] – pt. pian,
- DANS din OAȘ [1955] –pt. pian,
- BURLESCA [1957] – pt. 6 instrumente de suflat, pian și percuție,
- 3 PIESE pt. PIAN [1972]

### Muzică corală
- CÂNTEC pt. BUCURESTI [1959], pe versuri de Nina Cassian

### Muzică vocal-simfonică
- CONSTRUIM - cantată [1960], pe versuri de Nina Cassian,
- CASA – cantată [1968], pe versuri de Ștefan Iureș